# USB-C
USB-C, nova generacija sklopovlja USB. Javnosti je predstavljen 2014. godine.

## Ime
USB Type-C ™ i USB-C ™ su zaštitni znakovi USB Implementers Foruma.

## USB-C - USB 3.x
USB-C označava vrstu utora, odnosno njegov oblik, dok 3.1 označava brzinu prijenosa podataka. Po prvi puta u povijesti USB-a, USB 3.1 bit će dostupan samo u obliku C.

## IEC
Usvajanje kao IEC standard:
- IEC 62680-1-3:2016 (17. kolovoza 2016., izdanje 1.0) "Universal serial bus interfaces for data and power - Part 1-3: Universal Serial Bus interfaces - Common components - USB Type-C™ cable and connector specification"[2]
- IEC 62680-1-3:2017 (25. rujna 2017., izdanje 2.0) "Universal serial bus interfaces for data and power - Part 1-3: Common components - USB Type-C™ Cable and Connector Specification"[3]
- IEC 62680-1-3:2018 (24. svibnja 2018., izdanje 3.0) "Universal serial bus interfaces for data and power - Part 1-3: Common components - USB Type-C™ Cable and Connector Specification"[4]
- IEC 62680-1-4:2018 (10. travnja 2018.) "Universal Serial Bus interfaces for data and power - Part 1-4: Common components - USB Type-C™ Authentication Specification"[5]

## Vanjske poveznice
- https://en.wikipedia.org/wiki/USB-C
- https://mob.hr/sto-je-to-usb-c/